# Piabuna pallida
Piabuna pallida là một loài nhện trong họ Phrurolithidae.
Loài này thuộc chi Piabuna. Piabuna pallida được Ralph Vary Chamberlin & Wilton Ivie miêu tả năm 1935.